# Otakebi Boy Wao! / Tomodachi wa Tomodachi Nanda!
| Оценки критиков | Оценки критиков |
| Источник        | Оценка          |
| --------------- | --------------- |
| Hotexpress      | Положительн.    |

«Otakebi Boy Wao! / Tomodachi wa Tomodachi Nanda!» (яп. 雄叫びボーイ WAO!/友達は友達なんだ!) — 22-й сингл японской идол-группы Berryz Kobo. Был издан в Японии на CD 3 марта 2010 года. У группы это был третий по счёту двойной (с двумя сторонами «А») сингл.
Песня «Otakebi Boy Wao!» была эндингом (финальной темой) аниме-сериала Inazuma Eleven (4-м по счёту, с 68-й по 87-ю серию). Также она была использована в качестве финальной темы в вышедшей в том же 2010 году игре Inazuma Eleven 3 для карманной игровой консоли Nintendo DS.
Сингл продался за неделю в 25 тысячах экземпляров и дебютировал на 3-м месте в чарте компании Oricon. Это был первый раз, когда группа попала в первую тройку.

## Список композиций
Все слова и музыка: Цунку.
CD (все издания)
1. «Otakebi Boy Wao!» (яп. 雄叫びボーイ WAO! Отакэби Бой Вао!)
2. «Tomodachi wa Tomodachi Nanda!» (яп. 友達は友達なんだ!)
3. «Otakebi Boy Wao!» (Instrumental)
4. «Tomodachi wa Tomodachi Nanda!» (Instrumental)

DVD в комплекте лимитированного издания «А»
1. «Otakebi Boy Wao!» (Close-up Ver.) (яп. 雄叫びボーイ WAO! (Close-up Ver.))

DVD в комплекте лимитированного издания «Б»
1. «Tomodachi wa Tomodachi Nanda!» (Dance Shot Ver.) (яп. 友達は友達なんだ! (Dance Shot Ver.))

## Чарты
| Чарты (2010)                         | Наив. поз. |
| ------------------------------------ | ---------- |
| Япония (Oricon Weekly Singles Chart) | 3          |